# Piotr Trochowski
Piotr Trochowski, född 22 mars 1984, är en tysk professionell fotbollsspelare (mittfältare). 

## Klubblagskarriär
Trochowski föddes i Tczew i Polen 1984 men familjen flyttade till Hamburg i Tyskland när han var fem år gammal. I slutet på 1990-talet spelade han bland annat i St. Paulis och Bayern Münchens ungdomslag innan han debuterade i FC Bayern Munich II 2002. Han debuterade i klubbens A-lag 2003 och gjorde sitt första mål för klubben i en 6–0-seger mot Freiburg i december samma år.
Under sommarens transferfönster 2011 värvades Trochowski till Sevilla.

## Landslagskarriär
Mellan 2004 och 2006 spelade Trochowski 15 matcher och gjorde två mål för det tyska U21-landslaget. Han debuterade i det tyska seniorlandslaget i oktober 2006 och var med och vann silver vid EM 2008. När Tysklands tränare Joachim Löw presenterade truppen till VM 2010 den 1 juni 2010 fanns Trochowski med i truppen.

### Webbkällor
- ”Piotr Trochowski - Die Offizielle Webseite”. piotr-trochowski.de. http://www.piotr-trochowski.de. Läst 2 juni 2010.